# Mottainai

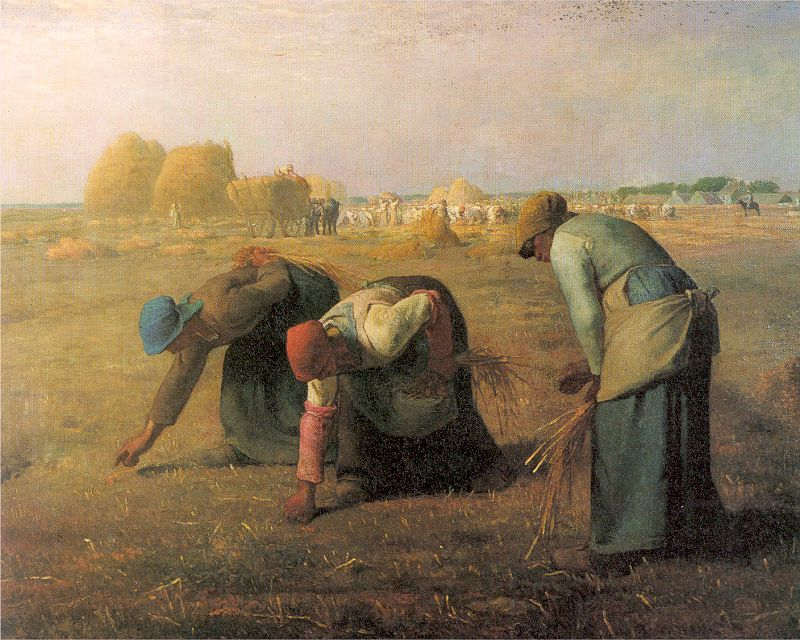
Culegerea spicelor din tabloul Culegătoarele de spice reprezintă un aspect al mottainai-ului (Jean-François Millet, 1857).

Mottainai (もったいない, 勿体 無い) este un termen japonez care exprimă "un sentiment de regret atunci când valoarea intrinsecă a unui obiect sau a unei resurse este risipită fiind utilizată în mod neadecvat". Expresia "Mottainai!"（O, ce risipă!） poate fi folosită ca o interjecție, atunci când ceva folositor, cum ar fi produsele alimentare sau timpul, este irosit. În plus față de sensul său primar de "risipă", cuvântul este de asemenea folosit cu sensul de "irelevant" sau "a primit ceea ce merită".